# Ken Leemans
Ken Leemans (* 5. Januar 1983 in Vilvoorde) ist ein belgischer  früherer Fußballspieler.

## Karriere

### Jugend in Flandern und Brüssel
Leemans wurde 1983 im vor den Toren Brüssels gelegenen Vilvoorde geboren und wuchs niederländischsprachig auf, lernte aber in der Schule auch Französisch. Mit dem Fußballspielen begann er ab seinem fünften Lebensjahr beim Vilvoorder „VZW Koninklijke Sporting Tange“. Bald wechselte er nach Brüssel, wo er zunächst dem KFC Strombeek angehörte. Als Zwölfjähriger spielte er dann beim Brüsseler RWD Molenbeek. Dort weigerte man sich allerdings, auf Niederländisch mit ihm zu kommunizieren, was schließlich dazu führte, dass er zunächst nach Strombeek zurückkehrte und ein Jahr später schließlich in die Jugendmannschaften des KV Mechelen wechselte.

### Anfänge in Mechelen und Venlo
Als 19-Jähriger wurde Leemans Anfang 2002 in die Profimannschaft Mechelens übernommen, die in der Spielzeit 2001/02 als Absteiger aus der Eerste klasse an der Tweede klasse teilnahm. Unter Trainer Wilfried Van Hoof stieg die Mannschaft direkt wieder auf, Leemans hatte aber auch für die Reservemannschaft des Clubs gespielt.
2002/03 spielte er unter Trainer Stéphane Demol mit Mechelen in der Eerste Klasse, wobei er jedoch nur in den ersten Saisonspielen zur Stammformation gehörte. Insgesamt kam er zu neun Einsätzen während der Hinrunde, in der der gegen erneuten Abstieg spielende Verein in finanzielle Schwierigkeiten geriet, zeitweise die Spielergehälter nicht zahlen konnte und letztlich sogar in die Derde klasse relegiert wurde. Leemans hatte den Verein aufgrund dieser Situation aber bereits zum Jahreswechsel 2002/03 ablösefrei verlassen dürfen, woraufhin sein Mechelner Mitspieler Kevin Begois einen Kontakt zum niederländischen Erstligisten Roda JC Kerkrade hergestellt hatte und schließlich gemeinsam mit ihm zu diesem wechselte. Ebenso wie Begois wurde Leemans allerdings umgehend von Kerkrade an den Zweitligisten VVV-Venlo verliehen.
In Venlo kam Leemans während der Rückrunde der Saison 2002/03 unter Trainer Wim Dusseldorp zu zehn Einsätzen, in denen er sein erstes Tor im Herrenbereich erzielte, belegte mit der Mannschaft aber nur den 13. Rang der Abschlusstabelle. Erfolgreicher sollte hingegen die Folgesaison 2003/04 verlaufen, in der Leemans mit vier Toren in 30 Einsätzen zum schließlich erreichten siebten Rang beitrug. Dieser berechtigte zur Teilnahme an den Aufstiegsspielen zur Eredivisie 2004, in der Leemans nochmals zwei Tore in fünf Einsätzen erzielte. Venlo wurde dabei aber nur Zweiter hinter Vitesse Arnhem und verpasste den Aufstieg.
Durch die Verpflichtung Frank van Kouwens zur Spielzeit 2004/05 verlor Leemans seinen Stammplatz in der nun von Adrie Koster trainierten Venloer Mannschaft, sodass er während der Hinrunde lediglich zu 14 Einwechslungen kam. In der Winterpause kehrte er daher nach Kerkrade zurück, wo er in der Reservemannschaft eingesetzt wurde.

### Über Kerkrade zurück nach Venlo
Zu Beginn der Erstliga-Spielzeit 2005/06 gelang es Leemans zunächst nicht, sich für Einsätze in der von Huub Stevens trainierten Kerkrader Mannschaft zu empfehlen. Erst als sein Mitspieler Pa Modou Kah aufgrund einer roten Karte gesperrt wurde, kam Leemans Ende November 2005 zu seinem Erstligadebüt und lief bis zur Winterpause noch in fünf weiteren Spielen in der Startaufstellung auf. Während der Rückrunde kam er vermehrt als Einwechselspieler zum Einsatz, sodass er 20 Saisonspiele absolvierte. In den Play-offs zur UEFA-Cup-Qualifikation, die Kerkrade als Tabellenachter erreicht hatte, spielte Leemans zweimal in der Startaufstellung; Kerkrade unterlag jedoch dem SC Heerenveen nach Hin- und Rückspiel.
Auch durch die Verpflichtung weiterer Konkurrenz auf Leemans’ Positionen, darunter Marcel Meeuwis und Marcel de Jong, kam er in der Saison 2006/07 zunächst unter Huub Stevens nur noch viermal und unter dem ab Februar 2007 als Trainer eingesetzten Ray Atteveld nur noch einmal zum Einsatz. In den mit dem sechsten Platz erreichten Play-offs schied Kerkrade nachfolgend ohne Mitwirkung Leemans’ gegen den FC Utrecht aus. Obgleich sein Vertrag in Kerkrade noch im Februar 2007 um ein Jahr bis 2008 verlängert worden war, wechselte er daraufhin den Verein und kehrte zur VVV-Venlo zurück, die inzwischen in die Eredivisie aufgestiegen waren und mit Leemans einen Vertrag über zwei Jahre abschloss. Zeitgleich wechselte Frank van Kouwen von Venlo nach Kerkrade.
In den ersten zehn Spielen der Saison 2007/08 gehörte Leemans zur Stammformation der von André Wetzel trainierten Mannschaft, verlor diesen Stammplatz aber wieder und kam öfter als Einwechselspieler zum Einsatz. In der Winterpause wurde ihm ein Vereinswechsel nahegelegt, da der abstiegsbedrohte Verein neue Spieler auf Leemans’ Positionen verpflichten wolle. Dennoch blieb Leemans in Venlo, sodass er zum Saisonende schließlich 19 Einsätze absolviert und drei Tore erzielt hatte. Dabei belegte die Mannschaft den vorletzten Tabellenplatz und stieg in den anschließenden Relegationsspielen gegen ADO Den Haag, in denen Leemans dreimal mitwirkte, wieder in die Eerste Divisie ab. Für Leemans erwies sich der Abstieg jedoch ebenso wie der Wechsel des Trainers hin zu Jan van Dijk als vorteilhaft, da er in der anschließenden Zweitliga-Saison 2008/09 mit fünf Toren in 32 Einsätzen erneut zum Stammspieler wurde und am direkten Wiederaufstieg Venlos als Tabellenerster beteiligt war. Seinen zum Saisonende auslaufenden Vertrag hatte Leemans unterdessen bereits im Januar 2009 um drei Jahre bis 2012 verlängert; zudem enthielt der Vertrag eine Option auf zwei weitere Jahre.
In den Erstliga-Spielzeiten 2009/10 und 2010/11 gehörte Leemans daraufhin mit 31 beziehungsweise 28 Einsätzen zu den Leistungsträgern im Venloer Team, das in beiden Spielzeiten den Klassenerhalt in der Eredivisie erreichte. Während dies 2009/10 als Tabellenzwölfter noch direkt gelungen war, hatte Venlo 2010/11 Trainer van Dijk aufgrund akuter Abstiegsgefahr durch Wil Boessen ersetzt, unter dem sich der Verein schließlich als 17. der Abschlusstabelle positionierte und erst in den folgenden Relegationsspielen gegen den FC Volendam und den FC Zwolle den Klassenerhalt sicherstellte.
Nachfolgend wurde Leemans vom belgischen Lierse SK umworben, woraufhin er von der VVV-Venlo trotz einjähriger Restlaufzeit seines Vertrages die Zusage für einen Wechsel erhielt. Bei der anschließenden medizinischen Untersuchung fiel der Belgier jedoch durch, weshalb der Wechsel schließlich nicht zustande kam. Während der Saison 2011/12 kam Leemans zunächst nicht mehr für Venlo zum Einsatz, sodass einzelne Medien einen Leistenbruch vermuteten, was Leemans aber dementierte und stattdessen auf eine Verletzung des Gesäßes verwies. Im Oktober 2011 unterzog er sich schließlich einer Operation, in der durch die Erweiterung eines verengten Nervenkanals seine Beschwerden behoben werden sollten. In der Folge ließ Venlo die Option zur Verlängerung von Leemans’ Vertrag verstreichen lassen. Mit einer Einwechslung in den Schlussminuten des letzten Spieltags absolvierte Leemans daraufhin seinen ersten Einsatz in dieser Spielzeit, der zugleich auch sein letztes Ligaspiel für die VVV war. Unter Trainer Ton Lokhoff hatte sich Venlo als Tabellensechzehnter platziert, womit der Verein erneut Relegationsspiele bestreiten musste, in denen Leemans zweimal eingewechselt wurde und zum Klassenerhalt beitrug, bevor er den Verein schließlich verließ.

### Wechsel nach Deutschland und Rückkehr in die Niederlande
Ein Angebot des niederländischen Zweitligisten MVV Maastricht hatte Leemans bereits Anfang Mai 2012 abgelehnt. Stattdessen entschied er sich Ende Mai, nach Deutschland zu wechseln, wo er beim erst kurz zuvor aus der 2. Bundesliga abgestiegenen Drittligisten Hansa Rostock einen Zweijahresvertrag erhielt. In der Saison 2012/13 etablierte sich Leemans unter Trainer Wolfgang Wolf und dessen Nachfolger Marc Fascher als Leistungsträger, geriet mit der Mannschaft aber in akute Abstiegsgefahr. Am drittletzten Spieltag zog sich Leemans im Spiel gegen die Kickers Offenbach einen Bruch des rechten Schien- und Wadenbeins zu, wodurch die Saison für ihn nach 30 absolvierten Partien vorzeitig beendet war. Der Mannschaft gelang am folgenden Spieltag der Klassenerhalt. In der Folgesaison bestritt er noch vier weitere Spiele für Hansa, wurde dann allerdings nicht mehr berücksichtigt und sein Vertrag lief im Sommer 2014 aus.
Erst ein halbes Jahr später fand er mit dem damals in der 3. niederländischen Liga spielenden De Treffers aus Groesbeek eine neue Mannschaft. Mit dem Klub von der niederländisch-deutschen Grenze gelang 2015 die Qualifikation für die wiedereingeführte Tweede Divisie. Im September 2016 beendete er schließlich seine Karriere.